# Laura Dahlmeier
Laura Dahlmeier (Garmisch-Partenkirchen, 1993. augusztus 22. – Laila Peak, Karakorum-hegység, Pakisztán, 2025. július 28.) német biatlonista, aki visszavonulása után aktív hegyi futóként és hegymászóként tevékenykedett. Hét arany-, három ezüst- és öt bronzérmet nyert biatlon világbajnokságon, 20 világkupa-versenyen, és megszerezte a 2016-2017-es szezon összesített világkupa-bajnoki címét. A 2018-as phjongcshangi téli olimpián megnyerte a sprint- és az üldözőversenyt, valamint bronzérmet szerzett egyéniben.

## Sportkarrier

### Kezdetek
Laura Dahlmeier hétévesen próbálkozott először a biatlonnal. Kezdetben alpesi síversenyeken vett részt, majd két év után a biatlon mellett döntött. 17 évesen számos sikert ért el a 2010-2011-es szezonban. A német kupán két első és két második helyezéssel szerzett magának hírnevet. Első junior világbajnokságán 2011-ben két érmet nyert, harmadik helyezést elérve üldözőversenyben és váltóban. A röviddel ezután a csehországi Liberecben megrendezett Európai Ifjúsági Olimpiai Fesztiválon mindhárom versenyszámot (sprint, egyéni és vegyes váltó) megnyerte.
A következő évben Dahlmeier lemaradt a legjobb tízről a finnországi Kontiolahtiban megrendezett junior világbajnokság egyéni versenyein. Váltóban hatodik lett Franziska Preuß-szal és Julia Bartolmäs-szal. Ugyanakkor négy első helyezést ért el a Német Kupában. Két további harmadik helyezése mellett megnyerte a korosztályában a Német Kupát összesítettben is.

### Világbajnoki debütálása és első olimpiai játéka (2013 és 2014)
A Német Kupán nyújtott jó teljesítményének köszönhetően a Német Síszövetség Dahlmeiert jelölte a 2013. január elején Obertilliachban megrendezésre kerülő Junior Világbajnokságra. A sprint megnyerésével kezdte a versenyt. Az ezt követő üldözőversenyben második helyezett lett, és további címeket szerzett az egyéni versenyben és a váltóban. Összesen három arany- és egy ezüstéremmel a legsikeresebb résztvevő volt a junior női kategóriában. Erős teljesítményének köszönhetően a Német Síszövetség a egy héttel később megrendezett Nové Město- i világbajnokságra is jelölte, ahol Nadine Horchler helyett a női váltóba nevezték, és Franziska Hildebranddal, Miriam Gössnerrel és Andrea Henkellel együtt az ötödik helyen végzett.
A következő, 2012-2013-as oslói biatlon világkupán indult első egyéni versenyén, és a sprintben hetedik, az ezt követő üldözőversenyben pedig tizedik lett. Ezekkel az eredményekkel kvalifikálta magát a tömegrajtos versenyre, ahol a 27. helyen végzett. A szocsi sprintversenyen megismételte oslói jó eredményét, hetedik lett csapattársa, Evi Sachenbacher-Stehle mögött. Egy nappal később, március 10-én a második váltóversenyén a német váltó utolsó sízőjeként Andrea Henkel, Evi Sachenbacher-Stehle és Miriam Gössner társaságában két hibátlan lövészettel és egy kiváló utolsó körrel először nyerte meg a biatlon világkupát.
2013. december 15-én az Annecy – Le Grand-Bornandban az üldözéses versenyben elért ötödik helyezésével élete legjobb egyéni világkupa-eredményét érte el. 2013 december 28-án Florian Graffal közösen megnyerte a World Team Challenge versenyt a gelsenkircheni Veltins Arénában.
2014 februárjában részt vett a XXII. Téli Olimpiai Játékok biatlonversenyein Szocsiban.

### Első világbajnoki címek (2015 és 2016)
2014 augusztusában Dahlmeier a Zugspitzén hegymászás közbeni esésnél elszakadt a jobb bokaszalagja, és bokazúzódást szenvedett, de a védőkötél megmentette. A sérülések és az ebből adódó edzéshiány miatt kihagyta a 2014-2015-ös szezon östersundi világkupa-nyitóját és a hochfilzeni második világkupát. Dahlmeier a pokljukai harmadik világkupára tért vissza, és legjobb németként kilencedik helyen végzett. Az antholzi sprintversenyen Dahlmeier a harmadik helyen végzett, ami az első dobogós helyezése volt a világkupában.
2015. február 7-én Dahlmeier pályafutása első egyéni világkupa-győzelmét szerezte meg a Nové Městóban megrendezett sprintversenyen, egy másodperccel megelőzve Franziska Hildebrandot, aki első dobogós helyezését ünnepelhette. A világbajnokság főpróbáján oslói sprintversenyen elért második helyezésével megerősítette jó formáját. A Kontiolahtiban rendezett világbajnokságon a sprintfutamban három hibás lövés ellenére is a negyedik helyen végzett, köszönhetően az indulók közül a leggyorsabb időnek. Az ezt követő üldözéses versenyben ezüstérmet szerzett, amivel első világbajnoki érmét szerezte meg. Az egyéni versenyben két hibával hatodik lett, és a női váltóban először lett világbajnok. A szezon utolsó hanti-manszijszki versenyén ünnepelte második világkupa-győzelmét. A szezon végén a nyolcadik helyen végzett az összesített ranglistán, annak ellenére, hogy a 25 versenyből nyolcban nem vett részt. Két kivételtől eltekintve minden versenyszámban a legjobb tízben végzett, és nyolcszor állt dobogón.
2015 novemberében Dahlmeier betegség miatt nem tudott részt venni a 2015-2016-os szezon első világkupa-versenyén a svédországi Östersundban. Első versenyén, a decemberi hochfilzeni sprintversenyen a hatodik hellyel teljesítette a Német Síszövetség belső kvalifikációs feltételeit a világbajnokságon való részvételhez, az azt követő üldözéses versenyen pedig megszerezte harmadik világkupa-győzelmét egyénben. Ezt követően három első, egy második és egy harmadik helyezést ért el a pokljukai és ruhpoldingi versenyeken. Szintén Ruhpoldingban a német váltót a második helyen hozta be a célba az utolsó szakaszban. A kanadai Canmoreban egészségügyi okokból csak egyéni versenyeken vett részt; a vegyes váltót Franziska Hildebrand, Franziska Preuß, Arnd Peiffer és Simon Schempp nyerte. Hildebrandhoz hasonlóan ő sem indult Presque Isle -ben, hanem egyenesen hazautazott Kanadából, hogy nyugodtan felkészüljön a világbajnokságra. Dahlmeier minden egyéni versenyben indult, és minden futamban dobogós helyen végzett. A váltóban szerzett bronzérme mellett – amelyet Franziska Preuß-szal, Franziska Hildebrand-dal és Maren Hammerschmidt-tel megosztva nyert – aranyérmet nyert az üldözőversenyben, ezüstöt a tömegrajtos versenyben, valamint bronzérmet mind a sprint-, mind az egyéni versenyben. Az összesített világkupa-versenyben a hatodik helyen végzett, közvetlenül csapattársa, Hildebrand mögött, aki azonban több versenyen indult, mint Dahlmeier.

### Világkupa-győztes és többszörös világbajnok (2016 és 2017)

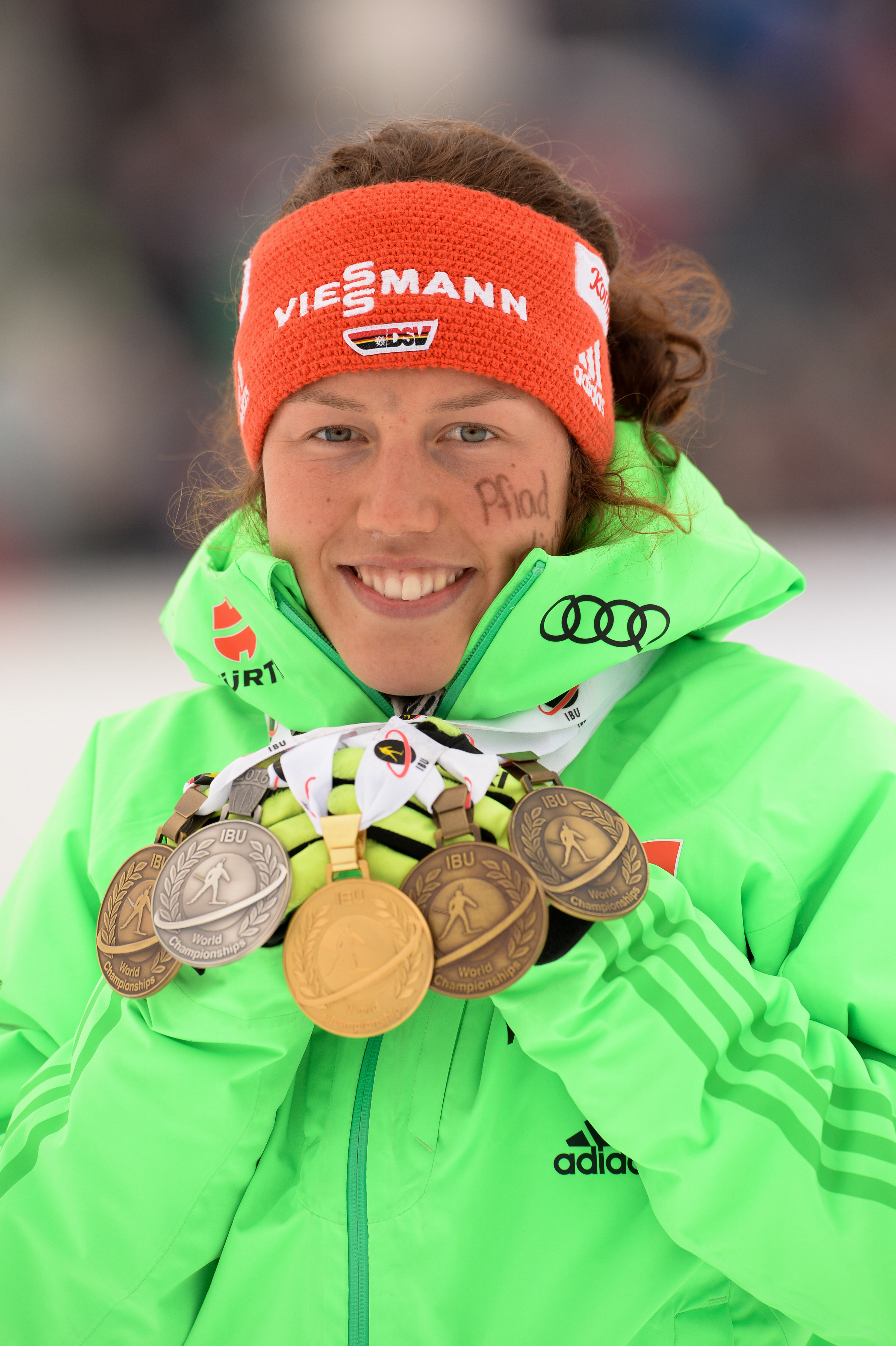
Dahlmeier az érmekkel a 2016-os oslói világbajnokságról

2016. november 30-án Dahlmeier megnyerte a szezon első egyéni versenyét, és Magdalena Neuner után ő lett az első német versenyző, aki sárga trikót kapott. Ezt egészen addig megtartotta, amíg Oberhofban kihagyott két futamot, és Gabriela Koukalová ideiglenesen átvette a vezetést. Dahlmeier már a világbajnokság előtt visszaszerezte a vezetést az összesített világkupában. A világbajnokságon Dahlmeier minden futamban érmet nyert, összesen öt arany- és egy ezüstérmet. Amióta a vegyes váltót felvették a világbajnokság programjába, csak a norvég Tora Berger érte el ezt a bravúrt 2013-ban Nové Městóban (4 arany, 2 ezüst) és a francia Marie Dorin-Habert Oslóban 2016-ban (3 arany, 2 ezüst, 1 bronz).
Ezzel Dahlmeier lett minden idők legeredményesebb női résztvevője egy biatlon világbajnoki évben. Ezt a rekordot Marte Olsbu Røiseland egy éremmel megdöntötte a 2020-as antholzi világbajnokságon, miután bevezették a vegyes váltót (5 arany, 2 bronz), ekkor már hét szakágban rendeztek biatlon-világbajnokságot. A szezon során sorozatban tizenegyedik világbajnoki futamán szerzett érmet, ami előtte még egyetlen biatlonistának sem sikerült. A biatlon-világbajnokság egyéni versenyének megnyerésével elnyerte első „kristálygömbjét”, az egyéni verseny világkupa-osztályzatának trófeáját. Dahlmeier ezen a télen az összes egyéni versenyt megnyerte, és végül 77 pontos előnnyel vezette a tabellát csapattársa, Vanessa Hinz előtt. A Kontiolahtiban rendezett üldözéses verseny megnyerésével Laura Dahlmeier idő előtt biztosította be az összesített világkupa-győzelmet, és ezzel Magdalena Neuner 2012-es győzelme óta ő az első német, akinek ez sikerült. Dahlmeier az üldözéses versenyben a kis kristálygömböt is megnyerte.

### Olimpiai aranyérmek

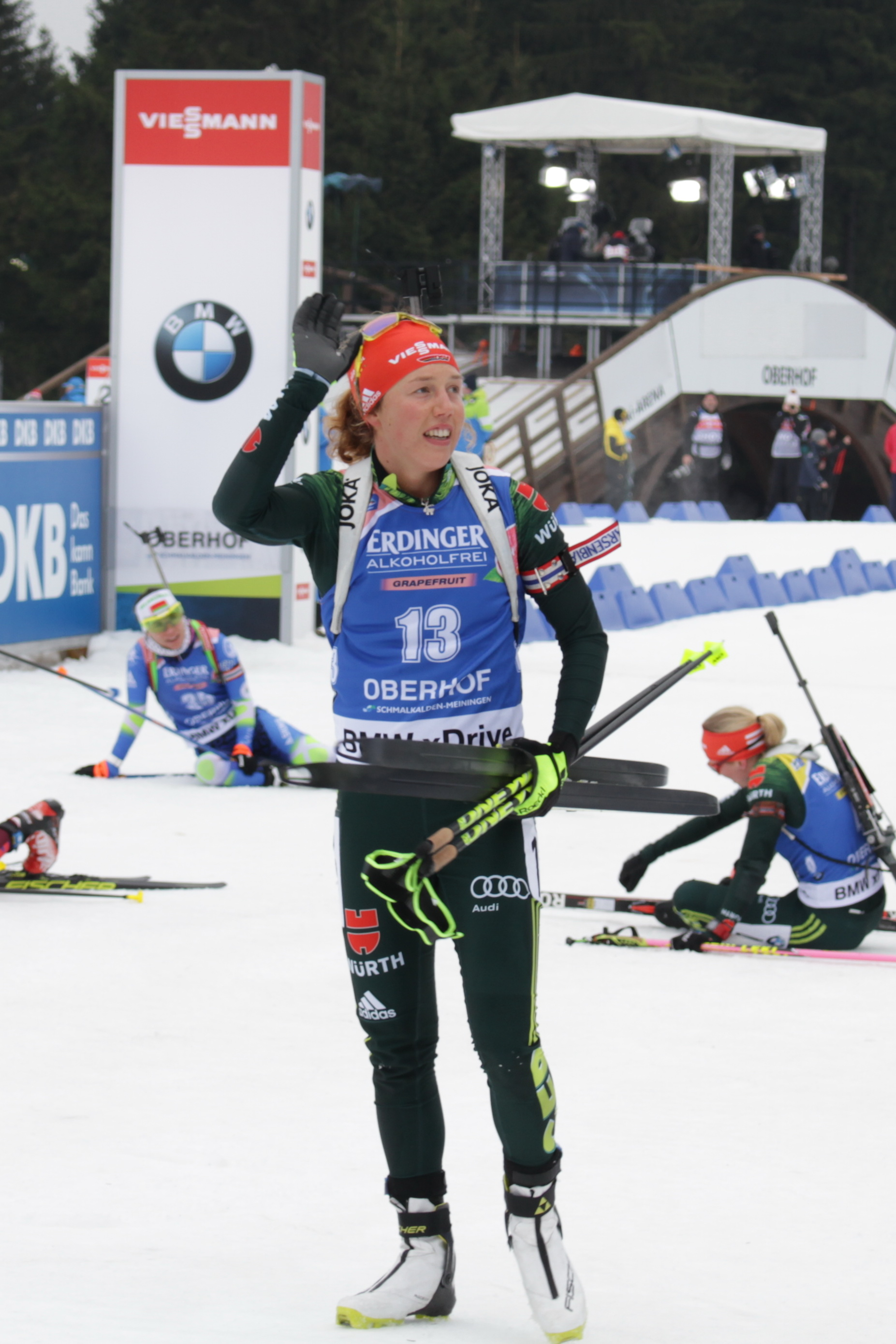
Laura Dahlmeier az Oberhofban (2018)

A 2017-2018-as szezonban Dahlmeier fertőzés miatt kihagyta az első világkupa-versenyt Östersundban, és csak a hochfilzeni világkupa-szezonba lépett be. A sprintben két hibaponttal a 16., az üldözőversenyben pedig a 11. helyen végzett. Javuló formájának köszönhetően Dahlmeiernek Hochfilzenben a váltóban aranyat nyert. Annecy-Le Grand-Bornandban három dobogós helyezéssel, köztük az üldözőversenyben aratott győzelemmel megmutatta, hogy ebben a szezonban számolni kell vele. Laura Dahlmeier azonban a karácsonyi szünetben ismét megbetegedett, és ismét nem tudott edzeni. Ennek ellenére Oberhofban egyéni versenyeken indult. Ezután javuló formáját második helyezésekkel mutatta be a ruhpoldingi tömegrajtos és az antholzi sprintversenyben. A szezonbeli második győzelmét az antholzi üldözőversenyben szerezte.
A 2018-as phjongcshangi téli olimpián Dahlmeier a versenyek első versenyszámában, a 7,5 km-es sprintben lövészhiba nélkül nyerte meg az aranyérmet, ezzel teljesítette gyermekkori álmát. Két nappal később az üldözőversenyt is megnyerte, mindössze egyetlen lövési hibával. Ezzel Dahlmeier lett az első biatlonista, aki két egymást követő versenyszámot nyert meg az olimpiai játékokon. Ezt követte egy bronzérem az egyéni versenyben és egy 16. helyezés a tömegrajtban. Dahlmeier a biatlon tél hátralévő részében is jól teljesített, és többször is a legjobb tízben végzett. A tyumeni üldözőversenyen elért harmadik hellyel a szezont a világkupa összesítésében a negyedik helyen zárta.
Több sérülés és betegség miatt Dahlmeier a 2018-2019-es szezont is késve kezdte meg, miután kihagyta az edzéseket. Első versenyét a ridnauni IBU Kupán vette részt, ahol Roman Reesszel második lett a vegyesváltóban. A következő hétvégén visszatért a Nové Město-i világkupára, és lenyűgöző teljesítményt nyújtott a sprintben elért második, az üldözőversenyben pedig ötödik helyen végzett. Dahlmeier egészségügyi okokból kihagyta az utolsó tömegrajtot és az oberhofi világkupát. A következő ruhpoldingi világkupán a sprintben elért kilencedik hely után a tömegrajtban utolsó lett hat büntetőponttal. Antholzban ismét jól teljesített, és a sprintben elért negyedik, az üldözőversenyben pedig második helyezés után megszerezte szezonbeli első tömegrajtos győzelmét. A kanadai Canmoreban kilencedik lett a rövidített egyéni versenyben, és egy büntetőpont ellenére megszerezte az év első győzelmét a váltóversenyben Vanessa Hinz, Franziska Hildebrand és Denise Herrmann mellett. A második, amerikai földön megrendezett világkupa-versenyt, Soldier Hollow-ban, csakúgy, mint három évvel korábban, kihagyta, hogy beleférjen egy plusz edzés a világbajnokságra. Az östersundi világbajnokságon lázas megfázás miatt nem vett részt a vegyes váltóban. Másnap bronzérmet szerzett sprintben egy hibátlan lövésnek köszönhetően. Az üldözőversenyben egy nappal később szintén bronzérmet szerzett egyetlen hibaponttal, ezzel megszerezve tizenharmadik világbajnoki érmét egymás után.
2019. május 17-én bejelentette biatlonista karrierje végét.  A rendkívül nehéz tavalyi szezon után, amelyben betegség miatt számos versenyt ki kellett hagynia, már nem érezte a motivációt arra, hogy mindent beleadjon a versenysportban, amelyben már mindent megnyert.

### Hegyi futás
A biatlon mellett Laura Dahlmeier hegyi futóversenyeken is részt vett, és ezt az elkötelezettséget folytatta azután is, hogy aktív biatlonistaként visszavonult. Ebben a sportágban is jó eredményeket ért el, többek között új pályarekordot állított fel a 2019. augusztus 31-én megrendezett 11. Karwendel-futáson. Október elején a DLV Stefanie Doll, Moritz auf der Heide, Benedikt Hoffmann és Florian Reichert mellett jelölte a hegyi futók hosszútávú világbajnokságára. A DLV jelölési irányelvei szerint hivatalosan is kvalifikálta magát erre a versenyre a Zugspitz-Ultratrail részeként megrendezett Basetrail XL versenyen. Laura Dahlmeier volt az egyetlen német nő, aki Stefanie Doll visszalépése után célba ért a hegyi futó világbajnokságon, fél órával lemaradva a győztes, a 27. helyen álló román Cristina Simion mögött a 75 induló közül.

## Alpinizmus
Dahlmeiert már gyerekként is apja mászni és hegyi túrákra vitte. Tőle tanulta meg a hegymászás alapjait. Aktív biatlonos karrierje alatt is folytatta a mászást, és 2015-ben feljutott az UIAA IX. fokozatába. Ugyanebben az évben például megmászta a jól ismert Salathé útvonalat a freerider kijárattal az 1000 méteres szintkülönbségen keresztül. Az El Capitan méter magas gránitfala a Yosemite Nemzeti Parkban. 
2017 nyarán Kathi Bickellel megmászta az Alpamayót (5947 m) a perui Cordillera Blancában, a délnyugati szárny felett, ahol akár 80°-os meredekségű jégszakaszok is találhatók.
2019-ben megmászta Irán legmagasabb hegyét, a Damávandot. Ugyanebben az évben megmászta az 1100 méteres American Direct-et is, mely egy 1100 m magas gránitfal a Petit Dru nyugati oldalán, a Mont Blanc térségében (Gary Hemming és Royal Robbins, 1962).
2020-ban Dahlmeier feljutott a Mont Blanc-ra, miután megmászta az Alpok leghosszabb gerincét, a teljes Peuterey-gerincet, amely 4500 méteres emelkedőt és lejtőt jelent. A gerinc az Aiguille Noire de Peuterey déli gerincével kezdődik, majd egy nehéz kötélereszkedés után a 451 m magas északi gerincen keresztül, megkerülve az Angol-Dámák hegycsúcsát (Dames Anglaises), és az Aiguille Blanche de Peuterey felé halad. Innen az útvonal a gerinc mentén folytatódik lefelé a Col de Peuterey-ig, majd vissza a Grand Pilier d’Angle-en át a Mont Blanc de Courmayeur-re . Innen könnyen megközelíthető a Mont Blanc főcsúcsa.
A Huber fivérekkel közösen a Brouillard-pilléren keresztül megmászott Mont Blanc megmászását (2021) videón rögzítették. Az oszlop a Mont Blanc déli oldalán található, és nehezen megközelíthető. A 800 méteres csúcs felső része... Az 1000 méter magasan fekvő útvonal, amelyet először Chris Bonington mászott meg 1963-ban, törékenységéről ismert. Ez, valamint a rögzített védelem hiánya komoly vállalkozássá teszi az útvonal megmászását.
Dahlmeier 2023-tól államilag minősített hegyi- és sívezető volt. Ugyanebben az évben sikeresen megmászta a Pik Korshenyevskaya csúcsot (7105 m) a tádzsik Pamírban.
2024-ben Laura Dahlmeier, egyetlen operatőr kíséretében megmászta a 6814 méteres csúcsot. (Ama Dablam Nepál). A hegyet az ország egyik legszebb csúcsának tartják.  Kétnapos pihenő után az alaptáborban megismételte a mászást, és 8 óra 24 perc után elérte a csúcsot. 12 óra 1 perc és 11 másodperc múlva tért vissza az alaptáborba. Ez volt az Ama Dablam leggyorsabb ismert megmászása nő által.

### Halálos balesete
2025. július 28-án Laura Dahlmeier halálos balesetet szenvedett egy magashegyi expedíció során a pakisztáni Karakorum-hegységben. Helyi idő szerint dél körül tartott a Laila Peak felé mászótársával, Marina Kraussszal, amikor egy sziklaomlásba került körülbelül 5700 méteres magasságban. Az azonnali segélyhívás ellenére a mentőhelikopter csak másnap reggel érkezett meg a baleset távoli helyszínére. Dahlmeier menedzsmentjének nyilvános közleménye szerint az átrepülés során megállapították, hogy a sportolónak nincsenek életjelei. A mentőakciót egy nemzetközi csapat koordinálta a régió tapasztalt alpinistáinak részvételével. Július 29-én este a keresést a sötétség beállta miatt félbeszakították, majd másnap folytatták. Dahlmeier június végétől tartózkodott a Karakoramban.
Dahlmeier úgy rendelkezett, hogy halálos baleset esetén ne hozzák le testét a hegyről, nehogy aközben más élete is veszélybe kerüljön.

## Magánélet
Dahlmeier Garmisch-Partenkirchenben élt. Susi (született Buchwieser) és Andreas Dahlmeier leánya volt. Édesanyja, Susi, az 1990-es évek elején sikeres hegyikerékpáros volt, akárcsak nővére, Laura Dahlmeier nagynénje, Regina Stiefl, és számos országos és nemzetközi címet nyert. Édesapja, Andreas, alpinista és síelő volt.
2011. augusztus 1-én Dahlmeier csatlakozott a vámhatóság sícsapatához, és vámőrmesteri kiképzést kapott. Nyugdíjba vonulása után, 2018 augusztusában hivatalosan is nyugdíjazták a vámszolgálattól, vámőrmesteri rangban. Szenvedélyes és tapasztalt hegymászó volt.
Dahlmeier önkénteskedett a Garmisch-Partenkircheni Hegyimentő Szolgálatnál. 2019-től sporttudományt tanult a Müncheni Műszaki Egyetemen.  2023-től hegyi és sívezetőként is dolgozott.
2019. október 18-án mutatták be a Frankfurti Könyvvásáron gyermekkönyvét, melynek címe: Die Klimagang – Laura Dahlmeier und Freunde im Einsatz für die Natur.

## Díjak
- 2011-ben Laura Dahlmeier második helyezést ért el az Európai Olimpiai Bizottság Piotr Nurowski-díján a legjobb fiatal sportolónak.
- 2013-ban Dahlmeier megkapta a bajor televízió WinterStar díját a Perspektíva kategóriában,[41] valamint a Bajor Sportdíjat a Kiemelkedő Fiatal Sportoló kategóriában.[42]
- Októberben Dahlmeiert a 2013-as év ifjúsági sportolójának választották a junior világbajnokságon és a világkupán elért sikereiért.[43]
- A 2013. december 7-én Hochfilzenben megrendezett világkupán az IBU az előző szezon legjobb junior biatlonistájának választotta.[44]
- 2015-ben Franziska Hildebranddal, Franziska Preuß-szal és Vanessa Hinz-zel együtt megkapta a Bajor Sportdíjat a „Bajor Sport Nagykövete” kategóriában – a világbajnoki váltócsapat tagjaként.
- 2017 júliusában Dahlmeier ismét megkapta a Bajor Sportdíjat.
- 2017 októberében a Német Síszövetség (DSV) Dahlmeiert az előző szezonban elért eredményeiért az „Év Sísportolója 2017” díjjal tüntette ki.
- 2017 decemberében az akkor 24 éves sportolót a németországi Év Sportolójának választották 2017-ben.
- 2018. március 2-án Laura Dahlmeiert Garmisch-Partenkirchen díszpolgárává avatták.[45]
- A 2018-as téli olimpián elért aranyérméért 7-én kapta meg a címet. 2018 júniusában Ezüst Babérlevéllel tüntették ki.
- A 2018-as németországi Év sportolója választáson harmadik lett.
- 2019-ben megkapta a bajor tartományi kormány Európa-érmét.
- 2019-ben megkapta a Bajor Sportdíjat a kiemelkedő bajor sportpályafutás kategóriában.
- 2019. november 9-én Pegasos-díjat kapott a frankfurti német sportsajtóbálon, mint „A sport legendája”.
- 2021. Bajor Érdemrend[46]

## Biatlon statisztikák

### Világkupa-győzelmek
| Nr. | Dátum              | Helyszín      | Versenyszám   |
| --- | ------------------ | ------------- | ------------- |
| 1.  | 2015. február 7.   | Csehország    | Sprint        |
| 2.  | 2015. március 22.  | Oroszország   | Tömegrajt     |
| 3.  | 2015. december 12. | Ausztria      | Üldözőverseny |
| 4.  | 2015. december 19. | Szlovénia     | Üldözőverseny |
| 5.  | 2016. január 9.    | Németország   | Üldözőverseny |
| 6.  | 2016. január 10.   | Németország   | Tömegrajt     |
| 7.  | 2016. március 6.   | Norvégia (VB) | Üldözőverseny |
| 8.  | 2016. november 30. | Svédország    | Egyéni        |
| 9.  | 2016. december 9.  | Szlovénia     | Sprint        |
| 10. | 2016. december 10. | Szlovénia     | Üldözőverseny |
| 11. | 2017. január 19.   | Olaszország   | Egyéni        |
| 12. | 2017. február 12.  | Ausztria (VB) | Üldözőverseny |
| 13. | 2017. február 15.  | Ausztria (VB) | Egyéni        |
| 14. | 2017. február 19.  | Ausztria (VB) | Tömegrajt     |
| 15. | 2017. március 2.   | Dél-Korea     | Sprint        |
| 16. | 2017. március 4.   | Dél-Korea     | Üldözőverseny |
| 17. | 2017. március 11.  | Finnország    | Üldözőverseny |
| 18. | 2017. december 16. | Franciaország | Üldözőverseny |
| 19. | 2018. január 20.   | Olaszország   | Üldözőverseny |
| 20. | 2019. január 27.   | Olaszország   | Tömegrajt     |

| Nr. | Dátum              | Helyszín        | Versenyszám  |
| --- | ------------------ | --------------- | ------------ |
| 1.  | 2013. március 10.  | Oroszország     | Váltó        |
| 2.  | 2013. december 12. | Franciaország   | Váltó        |
| 3.  | 2014. január 8.    | Németország     | Váltó        |
| 4.  | 2015. január 25.   | Olaszország     | Váltó        |
| 5.  | 2015. március 13.  | Finnország (VB) | Váltó        |
| 6.  | 2016. december 11. | Szlovénia       | Váltó        |
| 7.  | 2017. január 12.   | Németország     | Váltó        |
| 8.  | 2017. január 22.   | Olaszország     | Váltó        |
| 9.  | 2017. február 9.   | Ausztria (VB)   | Vegyes váltó |
| 10. | 2017. február 17.  | Ausztria (VB)   | Váltó        |
| 11. | 2017. december 10. | Ausztria        | Váltó        |
| 12. | 2018. január 13.   | Németország     | Váltó        |
| 13. | 2019. február 8.   | Kanada          | Váltó        |

### Biatlon Világkupa ranglista
| Szezon    | Egyéni    | Egyéni helyezések | Egyéni helyezések | Egyéni helyezések | Váltóverseny | Váltóverseny | Váltóverseny helyezések | Váltóverseny helyezések | VB összetett | VB összetett | VB összetett |
| Szezon    | Egyéni    | 1. – 2. – 3.      | Top 10            | Pont-ranglista    | Nők          | Vegyes       | 1. – 2. – 3.            | Top 10                  | Pontok       | Helyezés     |              |
| --------- | --------- | ----------------- | ----------------- | ----------------- | ------------ | ------------ | ----------------------- | ----------------------- | ------------ | ------------ | ------------ |
| 2012-2013 | 07 (26)   | 0 – 0 – 0         | 05                | 07                | 02 (6)       | 0 (2)        | 1 – 0 – 0               | 02                      | 220          | 35           |              |
| 2013-2014 | 17 (22)   | 0 – 0 – 0         | 05                | 16                | 03 (3)       | 0 (1)        | 2 – 1 – 0               | 03                      | 410          | 15           |              |
| 2014-2015 | 17 (25)   | 2 – 4 – 2         | 15                | 17                | 04 (6)       | 0 (4)        | 2 – 0 – 1               | 04                      | 725          | 08           |              |
| 2015-2016 | 18 (25)   | 5 – 2 – 3         | 14                | 18                | 02 (5)       | 0 (4)        | 0 – 1 – 1               | 02                      | 786          | 06           |              |
| 2016-2017 | 24 (26)   | 10 – 6 – 1        | 23                | 24                | 04 (5)       | 03 (5)       | 5 – 1 – 1               | 07                      | 1211         | 01           |              |
| 2017-2018 | 19 (22)   | 2 – 3 – 2         | 14                | 18                | 03 (4)       | 0 (4)        | 2 – 1 – 0               | 03                      | 730          | 04           |              |
| 2018-2019 | 15 (25)   | 1 – 2 – 2         | 11                | 15                | 03 (5)       | 0 (6)        | 1 – 0 – 1               | 03                      | 554          | 012          |              |
| Összesen  | 117 (171) | 20 – 17 – 10      | 87                | 115               | 21 (34)      | 3 (22)       | 13 – 4 – 4              | 024                     |              |              |              |

### Téli olimpia
|                                                | Egyéni versenyek | Egyéni versenyek | Egyéni versenyek | Egyéni versenyek | Váltóversenyek | Váltóversenyek | Váltóversenyek |
| sprintel                                       | üldözés          | Egyéni           | Tömeges rajt     | Női váltó        | Vegyes váltó   |                |                |
| ---------------------------------------------- | ---------------- | ---------------- | ---------------- | ---------------- | -------------- | -------------- | -------------- |
| 2014-es téli olimpia · Oroszország, Szocsi     | 46.              | 30.              | 13.              | –                | 11.            | DSQ            |                |
| 2018-as téli olimpia · Dél-Korea, Phjongcshang | 1.               | 1.               | 3.               | 16.              | 8.             | 4.             |                |

### Világbajnokság
|                                                        | Egyéni versenyek | Egyéni versenyek | Egyéni versenyek | Egyéni versenyek | Váltóversenyek | Váltóversenyek | Váltóversenyek |
| sprint                                                 | üldözés          | Egyéni           | Tömegrajt        | Női váltó        | Vegyes váltó   |                |                |
| ------------------------------------------------------ | ---------------- | ---------------- | ---------------- | ---------------- | -------------- | -------------- | -------------- |
| 2013-as világbajnokság · Csehország, Újváros na Moravě | –                | –                | –                | –                | 5.             | –              |                |
| 2015-ös világbajnokság · Finnország, Kontiolahti       | 4.               | 2.               | 6.               | 7.               | 1.             | –              |                |
| 2016-os világbajnokság · Norvégia, Oslo                | 3.               | 1.               | 3.               | 2.               | 3.             | –              |                |
| 2017-es világbajnokság · Ausztria, Hochfilzen          | 2.               | 1.               | 1.               | 1.               | 1.             | 1.             |                |
| 2019-es világbajnokság · Svédország, Östersund         | 3.               | 3.               | 4.               | 6.               | 4.             | –              |                |

### Lövészeti eredmények
| 2012-2013-as szezon                 | 60 / 65     | 92 % | 57 / 65     | 88 % | 117 / 130   | 90 % |
| 2013-2014-es szezon                 | 173 / 190   | 91 % | 173 / 191   | 91 % | 346 / 381   | 91 % |
| 2014-2015-ös szezon                 | 144 / 156   | 92 % | 146 / 157   | 93 % | 290 / 313   | 93 % |
| 2015-2016-os szezon                 | 147 / 160   | 92 % | 147 / 161   | 91 % | 294 / 321   | 92 % |
| 2016-2017-es szezon                 | 222 / 248   | 90 % | 222 / 253   | 88 % | 444 / 501   | 89 % |
| 2017-2018-as szezon                 | 149 / 167   | 89 % | 151 / 168   | 90 % | 300 / 335   | 90 % |
| 2018-2019-es szezon                 | 127 / 145   | 88 % | 124 / 143   | 87 % | 251 / 288   | 87 % |
| Összesen                            | 1022 / 1131 | 90 % | 1020 / 1138 | 90 % | 2042 / 2269 | 90 % |
| Állapot: A 2018-2019-es szezon után |             |      |             |      |             |      |

## Hegyi futás statisztikák
| Dátum               | Helyszín                                  | Futam                                        | Helyezés | Idő     | Szintkülönbség (m) |
| ------------------- | ----------------------------------------- | -------------------------------------------- | -------- | ------- | ------------------ |
| 2017. október 29.   | Németország, Grainau – Eibsee             | Eibsee-sípálya 12,2 km                       | 1.       | 0:53:27 | 370                |
| 2018. június 16.    | Ausztria, Leutasch – Németország, Grainau | Zugspitz Ultratrail 63,5 km                  | 3.       | 7:55:21 | 2984               |
| 2019. június 15.    | Németország, Mittenwald – Grainau         | Zugspitz Ultratrail 39 km                    | 1.       | 4:15:38 | 2005               |
| 2019. augusztus 31. | Ausztria, Scharnitz – Pertisau            | Karwendel March 52 km                        | 1.       | 4:51:03 | 2281               |
| 2019. november 16.  | Argentína, Villa La Angostura             | Hegyifutó Világbajnokság, hosszútáv, 41,5 km | 27.      | 4:20:47 | 2184               |

## Fordítás
Ez a szócikk részben vagy egészben  a   Laura Dahlmeier című német Wikipédia-szócikk fordításán alapul.  Az eredeti cikk szerkesztőit annak laptörténete sorolja fel. Ez a jelzés csupán a megfogalmazás eredetét és a szerzői jogokat jelzi, nem szolgál a cikkben szereplő információk forrásmegjelöléseként.